# Сокото (штат)
Соко́то (англ. , хауса и фула Sokoto) — штат в Нигерии. Население — 3 702 676 чел. (по данным переписи 2006 года). Административный центр — город Сокото.

## Климат
Штат находится в зоне саванн. Год делится на два сезона — сухой и сезон дождей. Сухой сезон начинается в октябре и продолжается до апреля (а иногда — и до июня). Сезон дождей, в свою очередь, занимает промежуток времени с мая по сентябрь или октябрь. Общее количество осадков в году — от 500 до 1300 мм.

## История
В XIX веке на территории современного штата располагался халифат Сокото. В 1903 году эта территория была захвачена британскими войсками под предводительством барона Фредерика Лугарда. Была образована провинция Северная Нигерия, куда входила и территория современного штата Сокото. В 1967 году, уже после обретения Нигерией независимости, страна была разделена на штаты. В 1976 г. в результате территориальной реформы Северо-Западный штат был разделён на штаты Сокото и Нигер. В 1991 году из состава штата был выделен новый штат — Кебби, в 1996 ещё один — Замфара.

## Население
Население штата, согласно результатам переписи 2006 года, составляет 3 702 676 чел. Преобладающими этническими группами в регионе являются хауса и фульбе. Также проживают туареги и забармава.
Большинство верующих — сунниты (также есть шиитское меньшинство).

## Власть и административное деление
Штат разделён на 23 территории местного управления. Губернатор — Амину Вазири Тамбувал.

## Экономика
Более 80 % жителей штаты заняты в сфере сельского хозяйства. В основном, выращиваются картофель, маниока, арахис, кукурузу и рис для личных нужд, а также пшеницу, хлопок, табак и различные овощи на продажу. Также местные жители занимаются ловлей рыбы; развиты различные ремёсла, такие, как кузнечное дело и изготовление изделий из кожи.
Сельскохозяйственная продукция, а также гуммиарабик, производимый здесь, пользуются спросом не только внутри штата, но и на территории остальной страны.
Территория штата богата полезными ископаемыми. Здесь добывают фосфориты, известняк, каолин, глины, песок и др.
Благодаря тому, что, в отличие от многих других стран и территорий тропической Африки, в штате не водится муха цеце, здесь очень развито животноводство. Поголовье скота оценивается в 8 млн.; по этому показателю штат занимает второе место в стране.
В Сокото развиты мукомольная промышленность, заготовка томатов, производство сахара, текстильной продукции, клея, а также дубление кожи и крашение тканей.

## Туризм
В штате, особенно в его административном центре — городе Сокото, расположен ряд достопримечательностей и памятников архитектуры, оставшихся от периода существования независимого государства Сокото в XIX веке. Ежегодно штат посещают тысячи туристов. Есть 7 отелей.